# Chazé-sur-Argos
Chazé-sur-Argos és un municipi francès situat al departament de Maine i Loira i a la regió de País del Loira. L'any 2007 tenia 976 habitants.

## Demografia

### Població
El 2007 la població de fet de Chazé-sur-Argos era de 976 persones. Hi havia 364 famílies de les quals 74 eren unipersonals (39 homes vivint sols i 35 dones vivint soles), 114 parelles sense fills, 145 parelles amb fills i 31 famílies monoparentals amb fills.
La població ha evolucionat segons el següent gràfic:
Habitants censats

### Habitatges
El 2007 hi havia 407 habitatges, 368 eren l'habitatge principal de la família, 13 eren segones residències i 26 estaven desocupats. 398 eren cases i 8 eren apartaments. Dels 368 habitatges principals, 281 estaven ocupats pels seus propietaris, 86 estaven llogats i ocupats pels llogaters i 1 estava cedit a títol gratuït; 2 tenien una cambra, 20 en tenien dues, 45 en tenien tres, 73 en tenien quatre i 228 en tenien cinc o més. 288 habitatges disposaven pel capbaix d'una plaça de pàrquing. A 148 habitatges hi havia un automòbil i a 195 n'hi havia dos o més.

### Piràmide de població
La piràmide de població per edats i sexe el 2009 era:
| Homes | Edats   | Dones |
| ----- | ------- | ----- |
| 0     | 95 o +  | 2     |
| 2     | 90 a 94 | 3     |
| 4     | 85 a 89 | 8     |
| 5     | 80 a 84 | 8     |
| 14    | 75 a 79 | 24    |
| 27    | 70 a 74 | 24    |
| 15    | 65 a 69 | 25    |
| 29    | 60 a 64 | 20    |
| 16    | 55 a 59 | 23    |
| 32    | 50 a 54 | 24    |
| 30    | 45 a 49 | 33    |
| 31    | 40 a 44 | 21    |
| 30    | 35 a 39 | 20    |
| 26    | 30 a 34 | 30    |
| 34    | 25 a 29 | 23    |
| 21    | 20 a 24 | 29    |
| 29    | 15 a 19 | 35    |
| 29    | 10 a 14 | 27    |
| 23    | 5 a 9   | 16    |
| 25    | 0 a 4   | 24    |

## Economia
El 2007 la població en edat de treballar era de 589 persones, 473 eren actives i 116 eren inactives. De les 473 persones actives 456 estaven ocupades (247 homes i 209 dones) i 17 estaven aturades (5 homes i 12 dones). De les 116 persones inactives 54 estaven jubilades, 31 estaven estudiant i 31 estaven classificades com a «altres inactius».

### Ingressos
El 2009 a Chazé-sur-Argos hi havia 377 unitats fiscals que integraven 1.035,5 persones, la mediana anual d'ingressos fiscals per persona era de 15.700 €.

### Activitats econòmiques
Dels 34 establiments que hi havia el 2007, 1 era d'una empresa extractiva, 1 d'una empresa alimentària, 13 d'empreses de construcció, 7 d'empreses de comerç i reparació d'automòbils, 1 d'una empresa d'hostatgeria i restauració, 1 d'una empresa d'informació i comunicació, 2 d'empreses immobiliàries, 7 d'empreses de serveis i 1 d'una empresa classificada com a «altres activitats de serveis».
Dels 13 establiments de servei als particulars que hi havia el 2009, 1 era un guixaire pintor, 5 fusteries, 3 lampisteries, 2 electricistes, 1 perruqueria i 1 restaurant.
L'únic establiment comercial que hi havia el 2009 era una fleca.
L'any 2000 a Chazé-sur-Argos hi havia 71 explotacions agrícoles que ocupaven un total de 2.460 hectàrees.

## Equipaments sanitaris i escolars
El 2009 hi havia 2 escoles elementals.

## Poblacions més properes
El següent diagrama mostra les poblacions més properes.